# Cvrčovice (okres Brno-venkov)
Cvrčovice (německy Urspitz) jsou obec v okrese Brno-venkov v Jihomoravském kraji. Rozkládají se na katastrálním území Cvrčovice u Pohořelic v Dyjsko-svrateckém úvalu na řece Jihlavě. Žije zde 674 obyvatel.

## Název
Nejstarší české doklady (od 16. století, starší doklady jsou německé) mají podobu Svrčovice. Jejich základem bylo osobní jméno Svrč ("cvrček"). Výchozí tvar Svrčovici byl vlastně pojmenováním obyvatel vsi a znamenal "Svrčovi lidé". Od konce 16. století mají písemné doklady podobu Cvrčovice či Čvrčovice. Německé jméno (ačkoli je doloženo dřív) se vyvinulo z českého.

## Historie
První písemná zmínka o obci pochází z roku 1276. V letech 1976–1990 byly Cvrčovice součástí Pohořelic. K 1. lednu 2007 byla obec přesunuta z okresu Břeclav do okresu Brno-venkov.

## Obyvatelstvo
| Rok            | 1869 | 1880 | 1890 | 1900 | 1910 | 1921 | 1930 | 1950 | 1961 | 1970 | 1980 | 1991 | 2001 | 2011 | 2021 |
| -------------- | ---- | ---- | ---- | ---- | ---- | ---- | ---- | ---- | ---- | ---- | ---- | ---- | ---- | ---- | ---- |
| Počet obyvatel | 570  | 709  | 717  | 727  | 733  | 716  | 725  | 591  | 653  | 567  | 571  | 565  | 557  | 606  | 645  |
| Počet domů     | 99   | 99   | 99   | 100  | 106  | 105  | 118  | 119  | 109  | 119  | 132  | 159  | 159  | 171  | 199  |

Vývoj počtu obyvatel

## Pamětihodnosti
- Zámek Cvrčovice – původně renesanční zámek z 16. století, během 18. století barokně upravený. Roku 1932 přestavěn velkostatkářem Petersem na rodinnou vilu. V současnosti sídlo odborného učiliště.
- Kostel svatého Jakuba Staršího – raně barokní chrám z konce 17. století
- Barokní socha svatého Urbana u hřbitova
- Barokní socha svatého Jana Nepomuckého u kostela

## Galerie

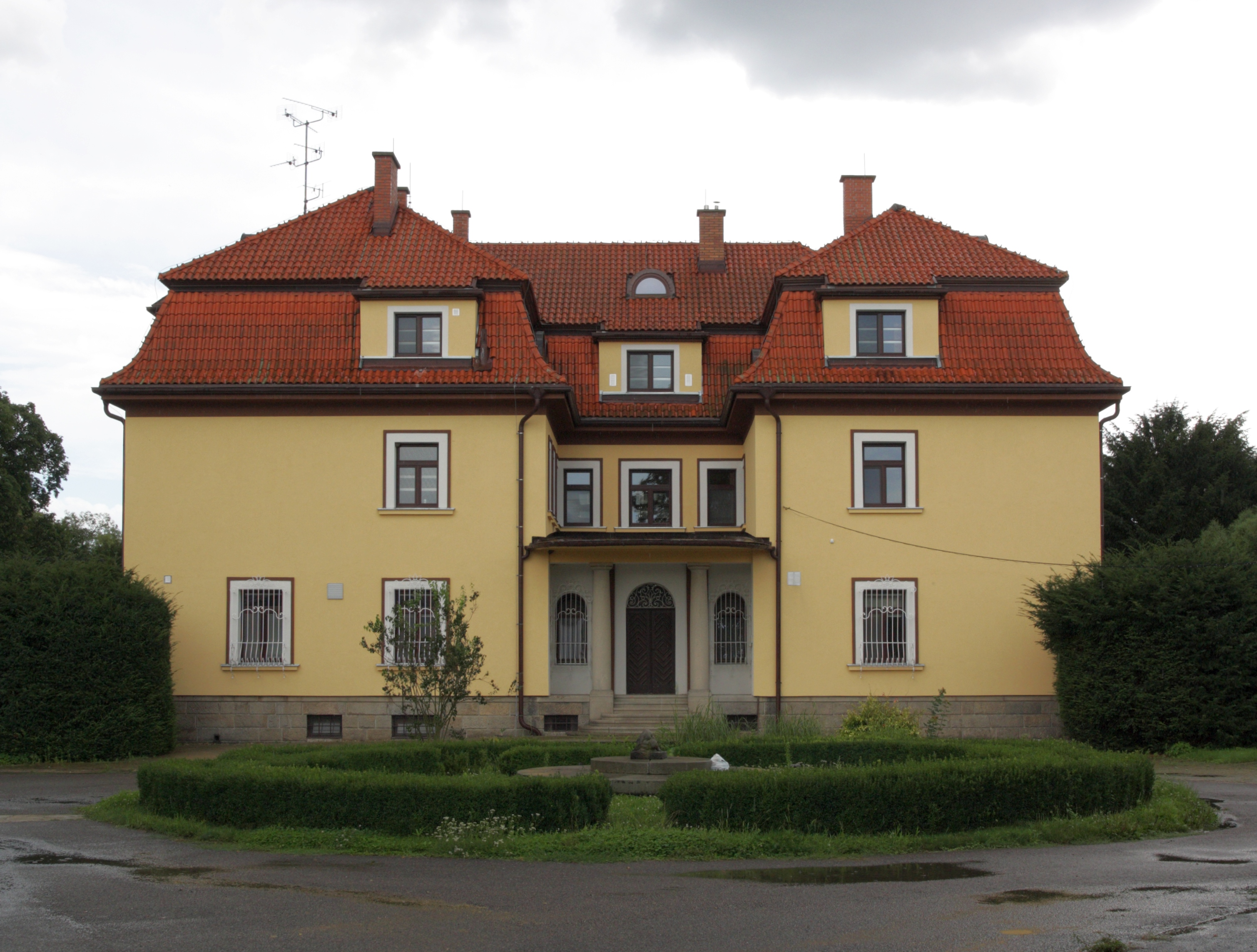
Zámek, hlavní průčelí
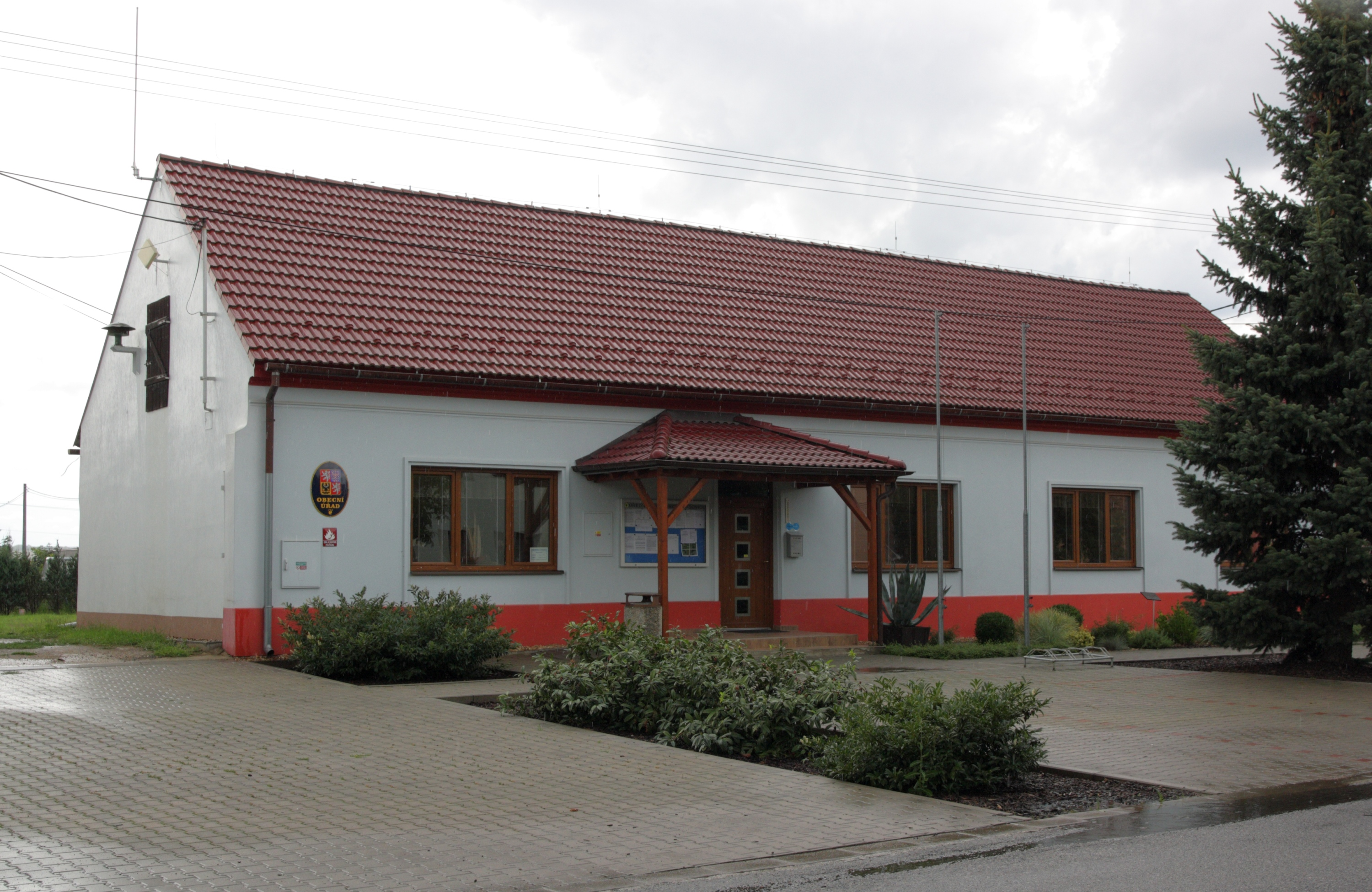
Obecní úřad
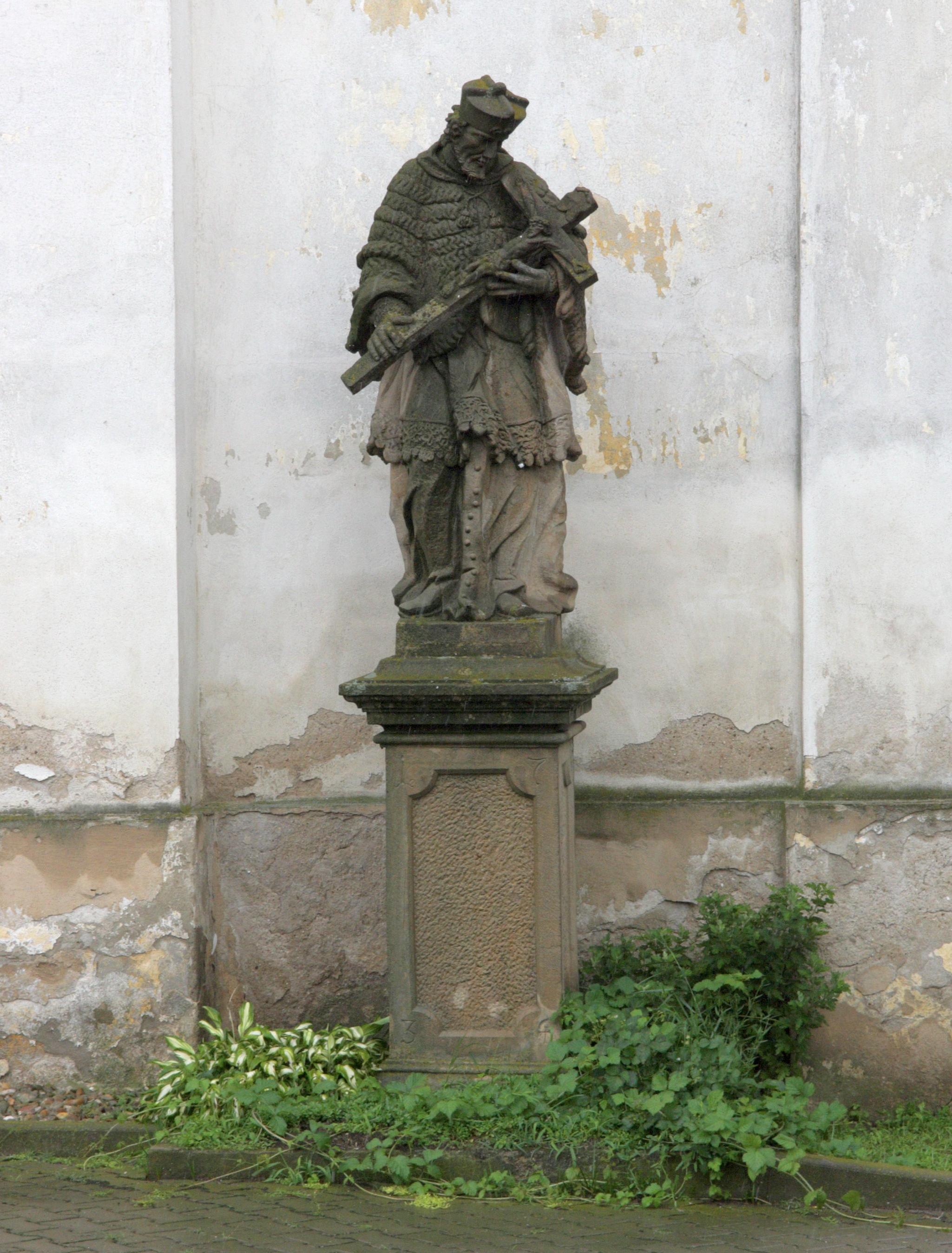
Socha svatého Jana Nepomuckého u kostela